# Семиоли, Франко
Франко Семиоли (итал. Franco Semioli; род. 20 июня 1980, Чирие, Пьемонт) — итальянский футболист, правый полузащитник; тренер.

## Карьера

### Клубная карьера
Франко Семиоли — воспитанник клуба «Торино», в основном составе которого он провёл 2 игры в серии В сезона 1998/99, однако на следующий год Семиоли отдали в аренду в клуб «Салернитана», за который Франко провёл 22 матча. По возвращении в Турин Семиоли всё же не смог стать игроком основы клуба, проведя за 2 сезона лишь 16 матчей, однако клуб «Интернационале» купил часть прав на футболиста. В середине сезона 2001/02, в котором Семиоли дебютировал в серии А 14 октября 2001 года в дерби с «Ювентусом», Франко был отдан в аренду в клуб серии В «Тернана», но 12 проведённых матчей Семиоли за клуб не спасли «Тернану», вылетевшую в серию С1. Сезон 2002/03 Семиоли провёл в команде второго итальянского дивизиона «Виченца», став одним из лучших игроков клуба, чем привлёк к себе внимание клубов серии А.
В 2003 году права на Семиоли, принадлежащие «Торино», выкупил клуб «Кьево», где Франко стал незаменимым игроком центра поля, а в 2005 году «Кьево» выкупил у «Интера» оставшуюся часть контракта Семиоли. В июле 2007 года «Фиорентина» выкупила Семиоли у «Кьево», заплатив 7 млн евро. 20 сентября Семиоли забил свой первый гол за «фиалок» в матче квалификации Кубка УЕФА.
В августе 2009 года Франко Семиоли заключил контракт с генуэзской «Сампдорией».

### Международная карьера
В 2004 году Семиоли впервые был вызван Марчелло Липпи в сборную Италии, но лишь через 2 года, 16 августа 2006 года, дебютировал в составе «скуадры адзурры» в матче с Хорватией, также ставшем дебютным для нового главного тренера сборной Роберто Донадони.

## Статистика
| Матчи Семиоли за сборную Италии | Матчи Семиоли за сборную Италии | Матчи Семиоли за сборную Италии | Матчи Семиоли за сборную Италии | Матчи Семиоли за сборную Италии | Матчи Семиоли за сборную Италии |
| Дата                            | Место проведения                | Оппонент                        | Счёт                            | Голы                            | Соревнование                    |
| ------------------------------- | ------------------------------- | ------------------------------- | ------------------------------- | ------------------------------- | ------------------------------- |
| 16 августа 2006                 | Ливорно                         | Хорватия                        | 0:2                             | -                               | Товарищеский матч               |
| 6 сентября 2006                 | Париж                           | Франция                         | 1:3                             | -                               | Квалификация Евро-2008          |
| 17 октября 2007                 | Сиена                           | ЮАР                             | 2:0                             | -                               | Товарищеский матч               |